# Принц крови
Принц (королевской) крови (фр. prince du sang) — законнорождённый потомок в мужском колене французских королей дома Капета, который по салическому закону потенциально мог унаследовать престол. Титул впервые появился в XIV веке и вошёл в широкое употребление в XVI веке для обозначения потомков Людовика Святого по мужской линии. Все совершеннолетние принцы крови входили в Королевский совет.
Ближайшие родственники короля (его сыновья, внуки, правнуки) в XVII—XVIII веках считались не принцами крови, а членами королевской фамилии. При этом проблемным оставался статус бастардов (например, Сезара де Вандома и его потомков). С конца XVI века (когда Карл IX официально признал принцами крови герцогов Лонгвилей, происходящих от незаконнорожденного графа Дюнуа) вопрос решался в пользу бастардов при условии, что они были узаконены.
При Карле VIII и Людовике XII, не имевших сыновей, официальный престолонаследник именовался «вторым человеком королевства». Впоследствии, в аналогичной ситуации полвека спустя Генрих Наваррский назывался «первым принцем крови» (то есть старшим среди всех принцев крови). После его восшествия на престол титул «первого принца крови» закрепился за принцем Конде. За ним следовали по нисходящей принцы Конти, графы Суассонские и герцоги Лонгвили. С 1709 года «первыми принцами крови» стали именоваться герцоги Орлеанские.
Как и в случае с иностранными принцами, некоторые дворянские роды пытались (без особого успеха) признать своё право называться принцами крови через суд. Ещё при Людовике XIV стремились в судебном порядке отстоять титул принцев крови последние Куртене, происходящие по прямой мужской линии от Гуго Капета. В подобном состоянии правовой неопределённости находились и захудалые бароны Бурбон-Каранси.
- Первые принцы крови
- до 1465 Шарль Орлеанский
- 1465—1498 Людовик Орлеанский
- 1498—1515 Франсуа Ангулемский
- 1515—1525 Шарль Алансонский
- 1525—1527 Шарль Бурбонский (отстранён от наследования)
- 1527—1537 Шарль Вандомский
- 1537—1562 Антуан Вандомский
- 1562—1589 Генрих Наваррский
- 1589—1590 Кардинал де Бурбон (сидел в тюрьме)
- 1590—1642 Анри II де Бурбон-Конде
- 1646—1689 Людовик II де Бурбон-Конде
- 1689—1709 Анри III де Бурбон-Конде
- 1709—1723 Филипп II Орлеанский (не употреблял титул)
- 1709—1752 Людовик Орлеанский
- 1752—1785 Луи-Филипп Орлеанский
- 1785—1793 Луи-Филипп II Орлеанский
- 1814—1830 Луи-Филипп III Орлеанский